# Mein Kampf
Il Mein Kampf (in italiano La mia battaglia) è un saggio autobiografico, pubblicato nel 1925, nel quale Adolf Hitler espose il suo pensiero politico e delineò il programma del Partito nazista.
La prima parte del libro fu dettata a voce da Hitler e dattiloscritta dal compagno di prigionia e suo segretario personale Rudolf Hess (da molti ritenuto il più fedele fra i suoi seguaci) durante il periodo della reclusione di entrambi nel carcere di Landsberg am Lech. Adolf Hitler era stato arrestato a Monaco di Baviera il 1º aprile 1924, per il reato di insurrezione, in seguito al tentativo (fallito) di colpo di Stato a Monaco, del 9 novembre 1923.
Il saggio fu pubblicato inizialmente in due volumi separati: la prima parte, di contenuto prevalentemente autobiografico, fu pubblicata nell'estate del 1925, la seconda, di contenuto programmatico-politico, alla fine del 1926 (dal 1930 l'opera fu stampata in un volume unico).
Dopo la morte di Hitler, i diritti d'autore del libro divennero proprietà dello Stato della Baviera, che però non autorizzò mai la pubblicazione in Germania. Allo scadere dei diritti d'autore nel 2015, è stata pubblicata una nuova edizione commentata, la prima ad essere autorizzata per quest'opera dal 1945.

## Origine dell'opera e pubblicazione
In seguito al fallimento del tentativo di putsch e alla sua condanna al carcere, che scontò in compagnia di una quarantina di cospiratori nazisti, tra cui l'editore Max Amann, Hitler sentiva il desiderio di crearsi delle credenziali intellettuali presentandosi come portatore di un pensiero ideologico proprio. Durante la detenzione lesse un gran numero di libri e decise di dettare in modo fluente le sue esperienze e opinioni a Rudolf Hess, il quale le trascrisse con una macchina per scrivere portatile di Remington. La prima parte del libro fu terminata in meno di quattro mesi, a detta di Hitler la rapidità fu dovuta al fatto che la scrittura del testo rispondeva ad un suo profondo desiderio di sfogarsi. 
Hitler fu rilasciato il 20 dicembre dello stesso anno, dopo circa otto mesi di detenzione, quando il primo volume del libro era ormai praticamente finito.  Sulla base di una testimonianza di Otto Strasser alla redazione del Mein Kampf, in particolare nella fase di correzione delle bozze, partecipò il cappellano del carcere di Landsberg am Lech, Bernhard Stempfle, che in seguito fu eliminato nella notte dei lunghi coltelli del 1934. È stato ipotizzato che la sua eliminazione si possa correlare alla sua conoscenza delle debolezze concettuali contenute nelle bozze originali.
Il titolo originale scelto da Hitler era "Quattro anni e mezzo di lotta contro menzogna, stupidità e codardia" ma il responsabile della casa editrice, Max Amann, lo convinse, grazie anche alla persuasione del suo comandante di compagnia dei tempi della prima guerra mondiale, a sintetizzarlo in Mein Kampf ("La mia lotta" o "La mia battaglia"). Il primo volume, con il sottotitolo Eine Abrechnung ("Un rendiconto"), fu pubblicato il 18 luglio 1925; il secondo, con il sottotitolo Die nationalsozialistische Bewegung ("Il movimento nazional-socialista"), l'11 dicembre 1926. Ciascun volume era venduto al prezzo popolare di 8 reichsmark. Nel 1930 il volume unico era venduto al prezzo di 12 reichsmark e veniva stampato nel formato 12 × 18,9 centimetri, lo stesso normalmente adoperato per la Bibbia.

## Contenuto
I due volumi sono composti rispettivamente da 12 e 15 capitoli, secondo l'ordine seguente:
- Volume Primo: Un rendiconto
  - Capitolo 1: Nella casa dei miei genitori
  - Capitolo 2: Anni di studio e sofferenza a Vienna
  - Capitolo 3: Considerazioni politiche generali sulla base del mio periodo a Vienna
  - Capitolo 4: Monaco
  - Capitolo 5: La guerra mondiale
  - Capitolo 6: Propaganda di guerra
  - Capitolo 7: La rivoluzione
  - Capitolo 8: Gli inizi della mia attività politica
  - Capitolo 9: Il Partito dei Lavoratori Tedesco
  - Capitolo 10: Cause del crollo
  - Capitolo 11: Nazione e razza
  - Capitolo 12: Il primo periodo di sviluppo del Partito Nazionalsocialista dei Lavoratori Tedesco
- Volume Secondo: Il Partito Nazional-socialista
  - Capitolo 1: Filosofia e partito
  - Capitolo 2: Lo stato
  - Capitolo 3: Soggetti e cittadini
  - Capitolo 4: Personalità e concezione del Völkischstaat
  - Capitolo 5: Filosofia e organizzazione
  - Capitolo 6: La lotta dei primi tempi – il significato della parola detta
  - Capitolo 7: La lotta contro il fronte rosso
  - Capitolo 8: L'uomo forte è più potente da solo
  - Capitolo 9: Idee di fondo sul significato e organizzazione della Sturmabteilung
  - Capitolo 10: Il federalismo come maschera
  - Capitolo 11: Propaganda e organizzazione
  - Capitolo 12: La questione dei sindacati
  - Capitolo 13: La politica di alleanze tedesca dopo la guerra
  - Capitolo 14: L'orientamento verso est o la Ostpolitik
  - Capitolo 15: Il diritto di difesa nell'emergenza
- Conclusioni
- Indice

## Analisi
Nel Mein Kampf Hitler espresse il suo odio per ciò che riteneva fossero i due mali gemelli del mondo: comunismo e capitalismo. Il nuovo territorio di cui la Germania aveva bisogno avrebbe realizzato nella giusta maniera il "destino storico" del popolo tedesco; tale obiettivo, a cui Hitler si riferiva parlando del Lebensraum (spazio vitale), spiega perché Hitler, con modi aggressivi, volle estendere la Germania a est e, in particolar modo, invadere la Cecoslovacchia e la Polonia, prima ancora di lanciare il suo attacco contro la Russia. Nel libro Hitler sostiene apertamente che in futuro la Germania "dovrà dipendere dalla conquista dei territori a est a spese della Russia".
Nel corso dell'opera, Hitler inveisce contro gli ebrei e i socialdemocratici, così come contro i marxisti. Annuncia di voler distruggere completamente il sistema parlamentare ritenendolo per lo più corrotto, sulla base del principio secondo cui i detentori del potere sono opportunisti per natura.
Altri punti salienti del libro sono:
- la creazione di un socialismo nazionale;
- la lotta al bolscevismo;
- l'antisemitismo;
- la caratterizzazione della razza ariana pura e superiore;
- l'alleanza con il Regno Unito al fine d'evitare un'eventuale guerra su due fronti.

Hitler si rappresenta come "Übermensch", con riferimento all'opera Così parlò Zarathustra di Friedrich Nietzsche, benché Nietzsche avesse in realtà criticato aspramente gli antisemiti. Nel libro sono presenti inoltre numerosi elogi a Benito Mussolini, da Hitler considerato il suo principale ispiratore politico contemporaneo.
Mein Kampf fu profondamente influenzato dalle teorie sull'evoluzione di Ernst Haeckel.

### Antisemitismo e discriminazione

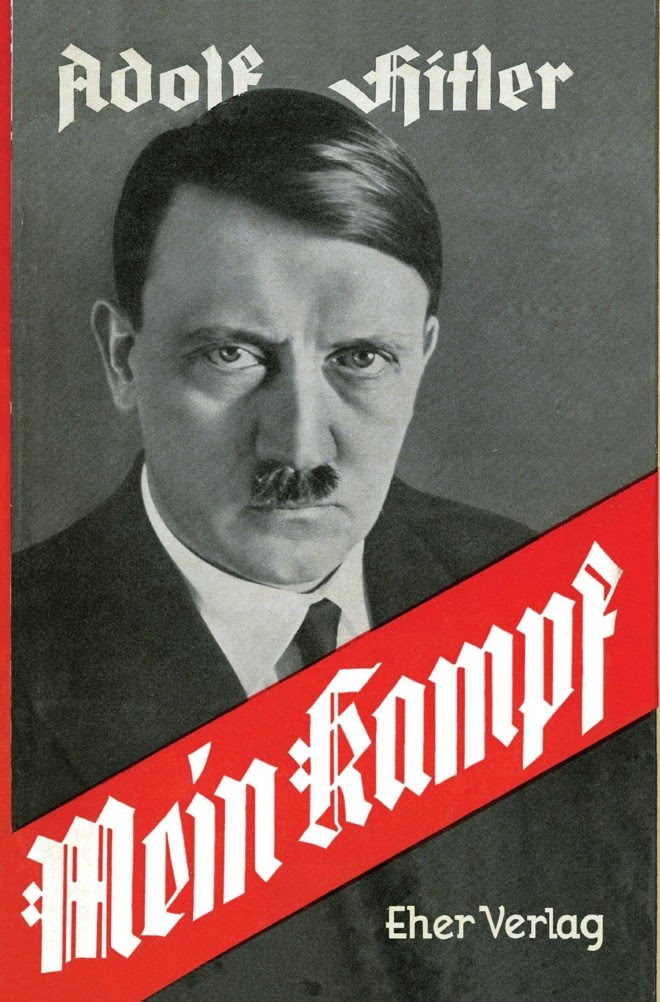
Copertina tedesca del Mein kampf durante il regime nazista

Nel Mein Kampf, Hitler, basandosi su documenti falsi noti come i Protocolli dei Savi di Sion, formula principalmente la tesi del "pericolo ebraico", secondo la quale esiste una cospirazione ebraica con l'obiettivo di ottenere la supremazia nel mondo. Il testo descrive il processo con cui egli diventa gradualmente antisemita e militarista, soprattutto durante i suoi anni vissuti a Vienna; tuttavia le ragioni più profonde del suo antisemitismo rimangono ancora un mistero. Racconta di non aver incontrato alcun ebreo fino al suo arrivo a Vienna e che la sua mentalità era inizialmente liberale e tollerante. Quando s'imbatté per la prima volta nella stampa antisemita, dice lui, la respinse non reputandola meritevole di seria considerazione. Successivamente gli stessi punti di vista antisemiti vennero accettati e divennero cruciali nel suo programma di ricostruzione nazionale della Germania.
Mentre gli storici non concordano sulla data esatta in cui Hitler decise di sterminare il popolo ebraico, pochi collocano questa decisione in data antecedente alla prima metà degli anni '30. Pubblicato per la prima volta nel 1925, il Mein Kampf già esprime quelle idee che accresceranno il risentimento storico di Hitler e le ambizioni per la creazione di un Nuovo Ordine.
Le leggi razziali promulgate da Hitler rispecchiano fedelmente le idee espresse nel Mein Kampf. Nella prima edizione Hitler afferma che la distruzione del debole e del malato è molto più umana della loro protezione. A parte ciò, Hitler vede uno scopo nel distruggere "il debole" perché tale azione fornisce, più di ogni altra cosa, lo spazio e la purezza necessaria al forte.
Queste idee di eugenetica nazista e sopravvivenza del più forte sono basate su alcuni testi di Nietzsche (come L'anticristo) e sul darwinismo sociale assai diffuso fino dalla fine del XIX secolo. Una notevole influenza è stata esercitata su Hitler dalle teorie dell'ariosofia da lui assorbite durante la frequentazione del gruppo esoterico-occulto antisemita della Società Thule, nonché dal razzismo scientifico di Gobineau e Chamberlain.

## Popolarità ed edizioni moderne

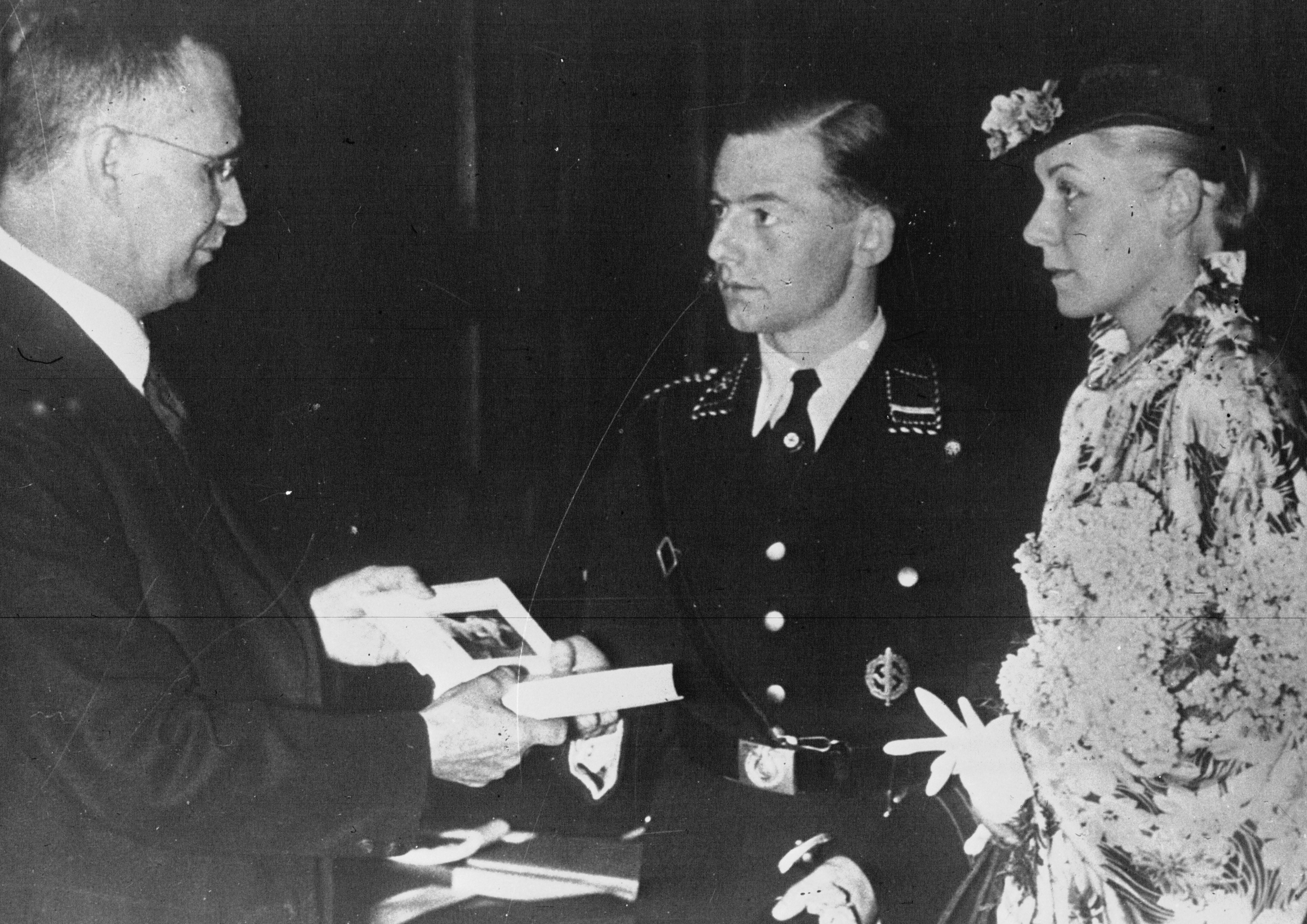
Matrimonio tedesco del 1936: l'ufficiale di Stato civile consegna agli sposi una copia di Mein Kampf

Fino all'ascesa al potere di Hitler, avvenuta nel gennaio del 1933, furono vendute 241 000 copie del Mein Kampf; nello stesso anno si raggiunse la cifra del milione che, però, non includeva ancora quelle cedute a titolo gratuito dallo Stato nazista ai soldati al fronte e a ogni nuova coppia di sposi.
Al termine della seconda guerra mondiale, milioni di esemplari di Mein Kampf furono distrutti insieme a molti altri simboli del nazismo. I diritti d'autore di tutte le edizioni di Mein Kampf, a eccezione di quelli inglesi, olandesi, statunitensi ed extraeuropei, furono attribuiti nel 1949 al governo del Land della Baviera sino al 31 dicembre 2015, ovvero allo scadere dei 70 anni dalla morte dell'autore, quando sono entrati nel pubblico dominio.
Il possesso e la lettura del Mein Kampf sono legali in tutti i paesi del mondo, con l'eccezione della Cina (fatte salve alcune biblioteche accademiche autorizzate), Israele (tranne per ragioni di studio in ambito universitario), Russia (con le eccezioni di edizioni critiche di studio) e Austria. Nella maggioranza dei paesi del mondo è autorizzata anche la vendita del libro.

### Austria
In Austria (dove sono diffuse le ristampe tedesche negli ambienti neonazisti e le copie d'antiquariato), paese natale del dittatore tedesco, il libro è illegale.

### Brasile
In Brasile il libro si trova in poche librerie in vendita solo per scopi di ricerca. Nessuna delle maggiori catene di vendita di libri brasiliane ha in vendita l'opera. Nel 2016 un giudice di Rio de Janeiro ha vietato la vendita, l'esposizione e la divulgazione del Mein Kampf nella città, in quanto considerato "apologia del nazismo".

### Canada
In Canada il libro è in commercio, tranne che nella catena di librerie Chapters/Indigo.

### Cina
In Cina il Mein Kampf è vietato ed è consultabile per ricerche solo in poche biblioteche.

### Francia

Edizione francese del 1937

In Francia, la Corte d'appello di Parigi ha proceduto, dopo un arresto avvenuto l'11 luglio 1979, ad autorizzare la vendita del libro per motivi storici, e con una premessa esplicativa di otto pagine; tuttora il libro è stampato da Les nouvelles éditions latines.

### Germania
Secondo lo storico Werner Maser, Peter Raubal, pronipote di Hitler, avrebbe avuto la possibilità di riappropriarsi dei diritti d'autore, ma quest'ultimo ha dichiarato di non voler avere nulla a che fare con il libro, che potrebbe valere diversi milioni di euro. In Germania è stata a lungo vietata la distribuzione del libro, eccetto che in limitate circostanze in ambito storiografico.
Nella maggior parte dei casi possedere o acquistare il libro è legale, anche se si tratta di copie vecchie, a meno che il suo uso non sia finalizzato a promuovere nuove forme di nazismo. Fino al gennaio 2016, quando è stata autorizzata la pubblicazione una volta scaduti i diritti d'autore, non era stata pubblicata un'edizione seriamente commentata del Mein Kampf in tedesco; l'originale rimane comunque consultabile in copie d'antiquariato, nelle biblioteche, su Internet e in ristampe prodotte da neonazisti, soprattutto statunitensi.

### Giappone
In Giappone il libro è sempre stato legale. Nel 2009 è stata stampata una versione manga del libro, con il nome di Mein Kampf (わが闘争?, waga tōsō).

### India
In India il Mein Kampf è in commercio dal 1928; la versione più recente è stata stampata dal 1998 in centinaia di edizioni e 100 000 copie vendute al 2010, facendo del libro un best seller nel subcontinente.

### Israele
In Israele, dove vivono molti sopravvissuti e loro parenti, il possesso e la vendita di Mein Kampf sono illegali, salvo che per edizioni riservate agli storici e agli ambienti universitari; la prima traduzione del libro in lingua ebraica risale al 1995, in 400 copie, effettuata da un superstite dell'Olocausto ai fini dello studio dell'antisemitismo.

### Italia
In Italia il libro venne stampato per la prima volta in traduzione col titolo La mia battaglia nel 1934 dalla casa editrice Bompiani (dopo essere stato rifiutato dalla Mondadori), per volontà di Mussolini, che ne pagò segretamente i diritti con fondi pubblici, e su sollecitazione di Rudolf Hess. Hitler scrisse perfino una brevissima nota come prefazione all'edizione italiana. Durante i colloqui di Stresa dello stesso anno, Mussolini definì il Mein Kampf «un mattone leggibile solo dalle persone più colte e intelligenti». La versione italiana era riassunta nella prima parte, a causa della mole del libro, e integrale nella seconda.
Visto il successo, Bompiani ne pubblicò numerose ristampe sino al 1943; nel 1938 pubblicò integralmente anche la prima parte, col titolo La mia vita, nella traduzione di Bruno Revel, poi riuniti in solo volume. La traduzione della prima parte curiosamente fu opera di un autore ebreo, Angelo Treves (all'epoca non erano state promulgate le leggi razziali, che avverranno nel 1938, un anno dopo la morte di Treves), inizialmente anonimo (l'accordo con la Germania richiedeva espressamente che il traduttore fosse un cittadino italiano non ebreo), anche se successivamente il nome del traduttore apparve in un inserto, benché la traduzione fosse attribuita al solo Revel per molto tempo. Entrambi i traduttori erano antifascisti: Treves ebreo e comunista, Revel valdese sposato con un'ebrea, e futuro partigiano nel Partito d'Azione.
Questa traduzione fu criticata – sia per il metodo in cui fu riassunto il volume, sia per la traduzione letteraria dal tedesco, ritenuta non fedele – da Delio Cantimori (all'epoca intellettuale fascista e in seguito comunista), ritenendo che «una scarsa preparazione linguistica, un'assenza assoluta di preoccupazioni culturali e politiche ha condotto il traduttore-riduttore a rendere un servigio non bello all'autore del libro e al pubblico italiano stesso».
In Italia, fatti salvi i diritti d'autore della Baviera, la pubblicazione e il possesso del libro non sono mai stati illegali. Nel dopoguerra è stato ristampato soltanto venticinque anni dopo la fine del conflitto, nel 1970 dalle edizioni Pegaso, nonostante il Land di Baviera avesse cercato di bloccarne la pubblicazione, blocco negato dal tribunale di Bologna (anche se la prima edizione, clandestina, è del 1969 per La Sentinella d'Italia di Monfalcone). Quasi tutte le traduzioni hanno ripreso quella di Treves, modificandola, o utilizzando traduzioni anonime amatoriali; le pubblicazioni sono avvenute specie in case editrici neofasciste come La Bussola di Roma (1971), Homerus di Roma (1971), Campironi di Cologno Monzese (1975), ecc., fino a essere lungamente e stabilmente pubblicato in versione integrale dalle Edizioni di Ar di Padova (casa editrice legata all'estrema destra e proprietà di Franco Freda), con introduzione apologetica, probabilmente usando sempre la vecchia traduzione di Treves seppur con significativi rimaneggiamenti lessicali.
Il Mein Kampf in tedesco conta quasi 800 pagine (nelle versioni online per motivi di carattere di stampa sono spesso ridotte a 400, portando le edizioni annotate quasi sulle 2 000 pagine). La prima edizione italiana risultava quindi molto ridotta.
Una nuova traduzione completa (la prima), per opera di Marco Linguardo e Monica Mainardi, è stata stampata dalla casa editrice neofascista Thule Italia di Roma nel 2016.
La prima versione commentata e storicizzata fu del 2002, ristampata nel 2009, per la Kaos Edizioni, a cura e con il commento critico di Giorgio Galli con il titolo Il «Mein Kampf» di Adolf Hitler. Le radici della barbarie nazista; la traduzione è anonima, pur riprendendo alcune parti della versione Bompiani con rielaborazioni, e numerose aggiunte tradotte (rendendo il libro quasi completo), forse per opera dello stesso curatore; si tratta della prima edizione critica e storicizzata, anche se non completa, apparsa in Italia, in cui Galli, studioso di socialismo, totalitarismo ed esoterismo (in particolare dello stalinismo e del nazismo esoterico) cerca di restituire una visione storicamente il più neutrale possibile del nazionalsocialismo e del libro - pur in opposizione al revisionismo storiografico di Ernst Nolte e François Furet - da lui definito un testo da comprendere «nella sua autentica dimensione non già di causa bensì di effetto degenerativo della cultura occidentale».
Un'edizione di Mein Kampf, ripresa esatta e quasi anastatica della Bompiani, con le note dello storico Francesco Perfetti, è stata allegata, suscitando polemiche da parte di esponenti politici e comunità ebraica, al quotidiano il Giornale nel giugno 2016 come parte di una collana storica sul nazismo di otto volumi; il libro è stato allegato in regalo con il volume Hitler e il Terzo Reich. Ascesa e trionfo, un'edizione del classico Storia del Terzo Reich di William Shirer.
Una edizione di grande successo in Italia è quella di Edizioni Clandestine, pubblicata nel 2015 e che ha scatenato un'accesa discussione al Salone del libro di Torino per l'assenza di un apparato critico ma con la presenza in copertina del commento di Orwell. Il libro è presente nella maggior parte delle librerie italiane e apprezzatissimo dai lettori di libri storici, per essere un'edizione ben curata, a prezzo competitivo e con la riduzione di parti lunghe e di minor importanza.

### Paesi Bassi
Nei Paesi Bassi, la vendita del libro è stata dichiarata illegale in ogni caso dal 1980, ma non il possesso o il prestito, e nel 1997 il governo olandese ha spiegato che la vendita di una versione scientificamente annotata potrebbe risultare legale. Nel 2016 una corte d'appello di Amsterdam ha dichiarato non punibile la vendita a fini storici, assolvendo un antiquario di libri denunciato da un'associazione ebraica nel 2013 poiché teneva copie storiche del Mein Kampf nella sua galleria. La definitiva sentenza della Corte suprema nel 2017 ha autorizzato la pubblicazione di un'edizione critica e storica, in preparazione. Il Centro Olandese per l'Informazione e la Documentazione di Israele si è dichiarato favorevole «a una fedele traduzione accademica».

### Regno Unito
Possedere il libro è legale.

### Russia
Nell'Unione Sovietica il libro fu stampato in un ristretto numero di copie per i membri anziani del PCUS secondo la traduzione in russo di Karl Radek, ma il libro era di fatto proibito. In Russia il Mein Kampf è stato pubblicato tre volte dal 1992 e il testo in russo si può trovare anche su Internet. Nel 2006 la Camera Pubblica della Russia ha proposto di vietarne le pubblicazioni. Nel 2009, la sezione di San Pietroburgo del ministero russo degli Affari Interni ha chiesto di rimuovere una traduzione del libro da un sito storiografico. La pubblicazione del libro non è stata in seguito permessa ed è stato inserito nella lista federale di materiali estremisti, il cui possesso è vietato sotto pena anche di diversi anni di carcere. Solo le edizioni critiche, commentate e autorizzate sono legali per motivi di studio.

### Stati Uniti
Negli Stati Uniti il libro si può acquistare nelle librerie e via Internet. Il governo statunitense si impossessò dei diritti d'autore nel 1941, in seguito all'entrata in guerra degli Stati Uniti, come parte del Trading with the Enemy Act, e nel 1979 la casa editrice Houghton Mifflin Harcourt acquistò i diritti dal governo statunitense. Ogni anno sono vendute più di 15 000 copie. Sebbene le associazioni ebraiche e antirazziste abbiano tentato di bloccarne la diffusione, ciò non è mai stato fatto per la presenza del primo emendamento che garantisce libertà di espressione, stampa e religione a chiunque, in assenza di pronunciamenti giudiziari contrari. Nel 2016 la Houghton Mifflin ha annunciato che i profitti delle vendite della propria edizione del libro di Hitler andranno a organizzazioni che supportano anziani sopravvissuti all'Olocausto.

### Svezia
Il Mein Kampf è legale da sempre in Svezia (nonostante la Baviera abbia tentato di bloccarne le pubblicazioni).

### Mondo arabo e islamico

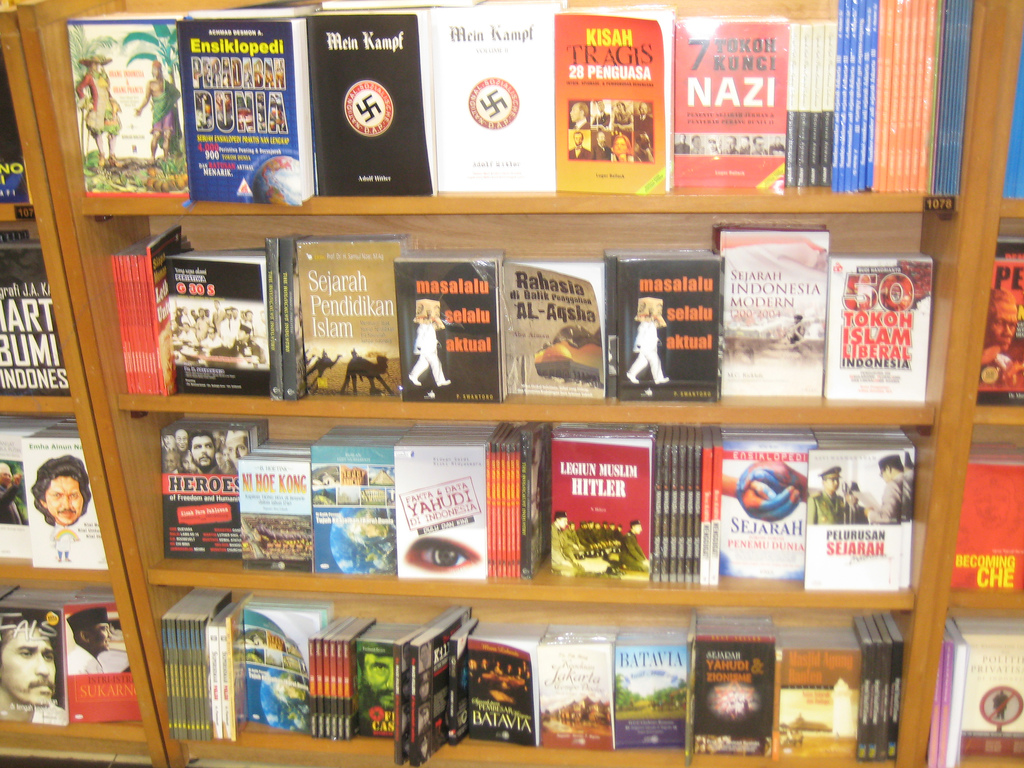
Copie del Mein Kampf (in alto, con la svastica in copertina) in vendita in una libreria in Indonesia

Un'edizione in arabo è stata pubblicata da Bisan Publishers in Libano. Una nuova edizione in turco è diventata bestseller in Turchia nel 2005. In Iran, così come anche in tutto il mondo islamico e arabo, il libro è venduto liberamente, come altri testi antisemiti, spesso riutilizzati in funzione antisionista.

### Vendite su Internet
Il libro è consultabile on-line ed è venduto da diversi siti.
Nel 1999 il centro Simon Wiesenthal, organizzazione contro l'antisemitismo, è riuscito a fermare le vendite in rete di Mein Kampf in Germania da parte di amazon.com e Barnes & Noble, e dal 2020 Amazon ha messo la sua vendita al bando dopo che il libro era divenuto uno dei più venduti.

### Edizioni critiche
Il 31 dicembre 2015 sono scaduti i diritti d'autore sull'opera, considerati i 70 anni dalla morte di Hitler (30 aprile 1945) e la fine dell'anno solare, come previsto dalla legge tedesca. Da allora il libro è di pubblico dominio e libera pubblicazione, se non per decisione politica contraria. Edizioni commentate e molto approfondite sono uscite in Germania e Italia. Altre edizioni critiche di questo tipo sono previste in Francia e Regno Unito.

#### Edizione critica tedesca
L'Institut für Zeitgeschichte (Istituto di Storia Contemporanea) di Monaco di Baviera ha pubblicato la prima edizione critica del Mein Kampf, inizialmente sostenuta dal governo bavarese, che poi ha ritirato l'appoggio morale ed economico a inizio 2013, temendo di apparire incoerente con la battaglia costituzionale condotta alla Corte di Karlsruhe contro il Partito Nazionaldemocratico di Germania, l'erede ideologico del Partito nazista. L'edizione critica tedesca si è posta tre obiettivi: verificare la fondatezza storica delle affermazioni di Hitler, ricostruire le sue fonti intellettuali e valutare l'applicazione delle sue idee dopo l'ascesa al potere. Pur non essendo un lavoro storiograficamente innovativo, l'edizione tedesca ha venduto il solo primo anno oltre ottantamila copie.

#### Edizione critica italiana
Dopo le tre versioni italiane citate (Bompiani, Kaos e quella integrale di Thule), nell'aprile 2017 è stata pubblicata la prima edizione critica italiana del Mein Kampf, per le edizioni Mimesis, a cura di Vincenzo Pinto dell'associazione culturale Free Ebrei, con una nuova traduzione integrale dello stesso Pinto (studioso dell'antisemitismo, del sionismo e del nazismo, e del libro di Hitler in particolare) e di Alessandra Cambatzu, intitolata La mia battaglia. L'edizione contiene un apparato critico molto corposo a introduzione di ogni capitolo, nonché una innovativa interpretazione della logica abduttiva del testo.

## Il seguito
Dopo gli scarsi risultati alle elezioni del 1928, Hitler decise di ritirarsi a Monaco per dettare un seguito a Mein Kampf che trattava principalmente di politica estera. Il libro non fu mai pubblicato a causa dello scarso successo iniziale del primo o per la sconfitta elettorale appena patita.
Non è stato scoperto fino al 1958 e la prima edizione autorizzata in inglese non è stata pubblicata fino al 2003 (Hitler's Second Book: The Unpublished Sequel to Mein Kampf, ISBN 1-929631-16-2). In italiano è stato pubblicato nel 2016 per la Thule Italia, con il titolo Il secondo libro, ISBN 978-88-97691-43-3; invece con il titolo Il libro segreto di Hitler è stato pubblicato per la Kaos Edizioni (ISBN 978-88-7953-304-1).

## Adattamenti artistici
- 1973. Il cabarettista Helmut Qualtinger espone al pubblico vari passaggi del libro (disponibili su CD).
- 1987. Al teatro di Vienna viene esibito per la prima volta il pezzo teatrale Mein Kampf di George Tabori, che narra gli avvenimenti della vita di Adolf Hitler antecedenti alla prima guerra mondiale.
- 1996. L'artista turco-tedesco Serdar Somoncu conduce presentazioni pubbliche con scopo antirazzista leggendo passaggi del libro.
- 2024. Mein Kampf di e con Stefano Massini.

## Edizioni in italiano
- La mia battaglia, prefazione inedita dell'autore per l'edizione italiana, Milano, Bompiani, 1934.
- La mia vita, prefazione inedita dell'autore per l'edizione italiana, Milano, Bompiani, 1938.
- La mia battaglia, Bologna, Pegaso, 1970.
- La mia battaglia, Roma, La Bussola, 1971.
- Mein Kampf (La mia battaglia), Roma, Homerus, 1971.
- Mein Kampf (La mia battaglia), Cologno Monzese, I. G. Campironi, 1975.
- Mein Kampf, Monfalcone, Sentinella d'Italia, 1983.
- Mein Kampf (La mia battaglia), Varese, La Lucciola, 1991.
- Mein Kampf, s.l., Il Lumino, 1992.
- Mein Kampf (La mia battaglia), Questo libro viene ripubblicato oggi affinché l'uomo rifletta, giudichi e non dimentichi gli orrori che da esso scaturirono, Roma, Ers, 2000, ISBN 88-7124-279-3.
- Il «Mein Kampf» di Adolf Hitler. Le radici della barbarie nazista, a cura di Giorgio Galli, Milano, Kaos, 2002, ISBN 88-7953-113-1.
- Mein Kampf, 2 voll., Padova, Edizioni di Ar, 2009, ISBN 88-89515-35-X [Ristampa anastatica dell'ed. Bompiani, Milano, 1941 in due volumi dai seguenti titoli: La mia vita; La mia battaglia].
- La mia battaglia, Santarcangelo di Romagna, Casini, 2010, ISBN 978-88-6410-021-0.
- Mein Kampf, introduzione di Francesco Perfetti, Milano, Il Giornale, 2016 [Riproduzione facsimile della terza edizione Bompiani, 1937].
- Mein Kampf, Massa, Ed. Clandestine, 2016, ISBN 978-88-6596-569-6.
- Mein Kampf, 2 voll.

I, Un bilancio, Roma, Thule Italia, 2016, ISBN 978-88-97691-34-1.
II, Il Movimento nazionalsocialista, Roma, Thule Italia, 2016, ISBN 978-88-97691-37-2.
- La mia battaglia, 2 voll.

I, Edizione critica, a cura di Vincenzo Pinto, traduzione di Alessandra Cambatzu e Vincenzo Pinto, Torino, Free Ebrei, 2017, ISBN 978-88-940324-2-0.
II, Analisi, a cura di Vincenzo Pinto, Torino, Free Ebrei, 2017, ISBN 978-88-940324-5-1.
- Mein Kampf, a cura di Vincenzo Pinto, Associazione Free Ebrei, 2 voll.

I, Resa dei conti, Milano-Udine, Mimesis, 2017. ISBN 978-88-575-4272-0.
II, Il movimento nazionalsocialista, Milano-Udine, Mimesis, 2017. ISBN 978-88-575-4297-3.
- Mein Kampf. La mia battaglia, Santarcangelo di Romagna, Rusconi Libri, 2018. ISBN 978-88-18-03290-1.